# إخرباشن (أولاد عبد الدايم)
إخرباشن هو دُوَّار يقع بجماعة دار الكبداني، إقليم الدريوش، جهة الشرق في المملكة المغربية. ينتمي الدوّار لمشيخة أولاد عبد الدايم التي تضم 36 دوار. يقدر عدد سكانه بـ 11 نسمة حسب الإحصاء الرسمي للسكان والسكنى لسنة 2004.

## روابط خارجية
- البوابة الوطنية للجماعات الترابية
- المندوبية السامية للتخطيط